# Flaga Cincinnati

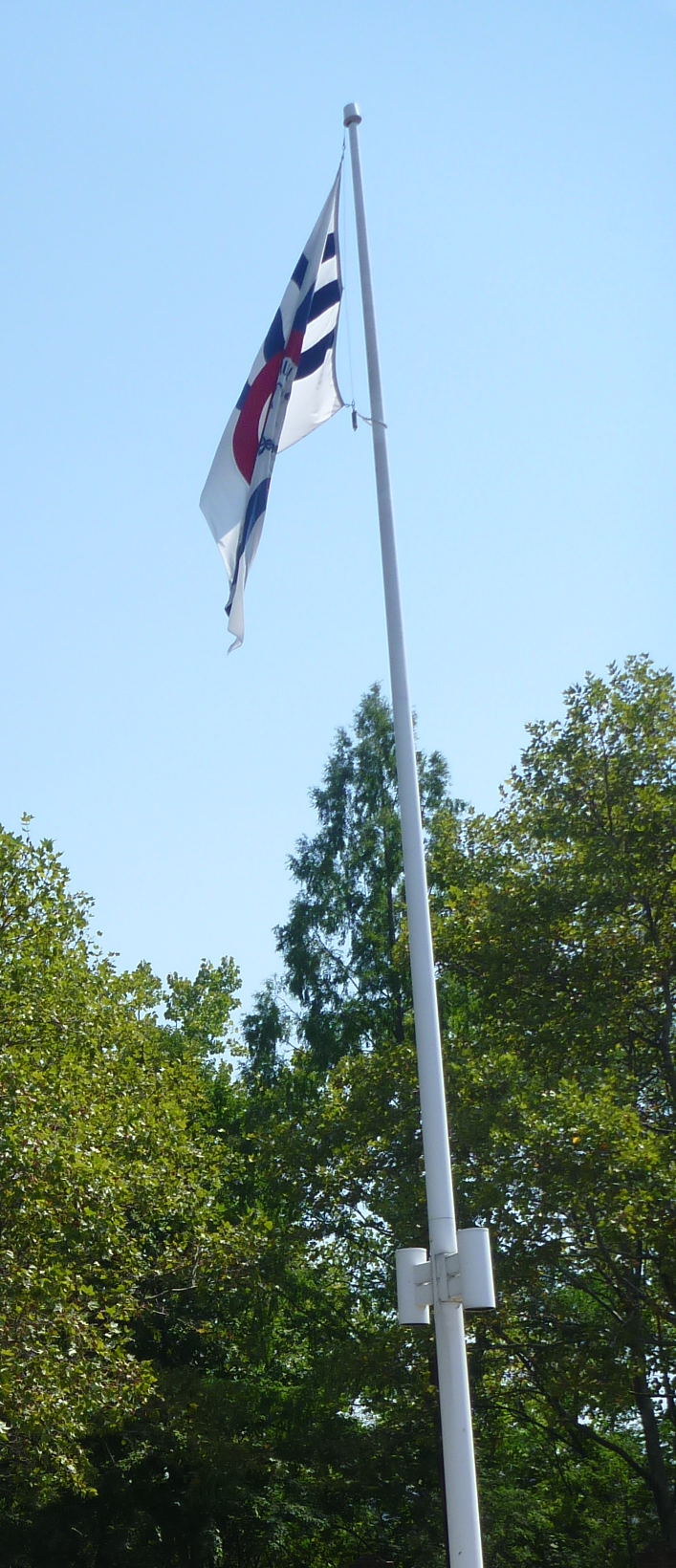
Przykład użycia flagi

Flaga Cincinnati – jeden z symboli amerykańskiego miasta Cincinnati.

## Opis flagi
Flagę Cincinnati stanowi prostokątny płat tkaniny barwy białej, o stosunku wysokości do długości jak 2:3. Pośrodku płata umieszczono czerwoną literę "C" na tle trzech poziomych pasów błękitnych o kształcie falistym. Wewnątrz litery "C" w białym okręgu umieszczono pieczęć miasta barwy błękitnej. Nad literą, przylegający do środka jej górnej części liść kasztanowca. Pieczęć miasta przedstawia skrzyżowane ze sobą miecz ostrzem w dół i kaduceusz pod wagą szalkową, nad wagą półkoliście dewiza: Juncta Juvant (połączeni pomagają, część maksymy Qua: non valeant singula juncta juvant).

## Symbolika
Litera "C" to inicjał nazwy miasta. Liść kasztanowca (miejscowego gatunku Aesculus glabra) symbolizuje przynależność Cincinnati do stanu Ohio, którego przydomkiem jest Buckeye State (Stan Kasztanowca). Trzy faliste linie symbolizują rzekę Ohio, nad którą leży miasto. Symbole użyte w miejskiej pieczęci oznaczają: waga - sprawiedliwość, w kaduceuszu laska symbolizuje gospodarkę, węże - wiedzę; miecz oznacza władzę. Motto jest przekładane rozmaicie, m.in. jedność daje rozwój, łączenie jest pomocne itp.).

## Historia
Flagę wybrano 23 listopada 1895 spośród ponad setki prac nadesłanych na konkurs. Nagroda wynosiła 50 dolarów i trafiła do autora pracy opatrzonej godłem "Zero of Burnet Woods". Burnet Woods to jedno z przedmieść, a autorem okazał się drukarz, Emil Rothengater. W projekcie użyto wizerunku miejskiej pieczęci, uchwalonej znacznie wcześniej, 19 maja 1819. Flaga długo nie miała oficjalnego statusu, gdyż władze miasta wolały używać jedynie flagi państwowej i w zasadzie nie była używana, aż do oficjalnego uchwalenia 15 czerwca 1940.